# Luiz Luz
Luis dos Santos Luz (Porto Alegre, Río Grande do Sul, Brasil, 29 de noviembre de 1909; 27 de agosto de 1989) fue un futbolista brasilero que jugaba de defensa. 

## Selección nacional
Ha sido internacional con la Selección de fútbol de Brasil en varias ocasiones, llegando a disputar la Copa Mundial de 1934.

### Participaciones en Copas del Mundo
| Mundial                        | Sede   | Resultado   |
| ------------------------------ | ------ | ----------- |
| Copa Mundial de Fútbol de 1934 | Italia | 8° de final |

## Clubes
| Club      | País    | Año       |
| --------- | ------- | --------- |
| Americano | Brasil  | 1920-1931 |
| Peñarol   | Uruguay | 1931-1932 |
| Grêmio    | Brasil  | 1935-1941 |

## Palmarés

### Campeonatos nacionales
| Título              | Club      | País    | Año  |
| ------------------- | --------- | ------- | ---- |
| Campeonato Gaúcho   | Americano | Brasil  | 1928 |
| Campeonato Uruguayo | Peñarol   | Uruguay | 1931 |
| Campeonato Uruguayo | Peñarol   | Uruguay | 1932 |